# Friedrich Seifriz (rakouský politik)
Friedrich Seifriz (19. září 1849 – 19. nebo 20. listopadu 1912 Miklauzhof) byl rakouský politik německé národnosti z Korutan, na počátku 20. století poslanec Říšské rady.

## Biografie
Byl starostou. Politicky byl orientován jako pokrokář. Angažoval se v regionálních a rolnických spolcích.
Působil i jako poslanec Říšské rady (celostátního parlamentu Předlitavska), kam usedl v doplňovacích volbách roku 1905 za kurii venkovských obcí v Korutanech, obvod Klagenfurt, Völkermarkt. Nastoupil 28. listopadu 1905 místo Antona Tscharreho. Ve funkčním období 1901–1907 se uvádí jako Friedrich Seifriz, statkář.
Na Říšské radě usedl do poslaneckého klubu Německý národní svaz, který volně sdružoval německé liberální a národovecké politické skupiny. V roce 1906 se uvádí jako člen svazu Německé lidové strany.
Zemřel v listopadu 1912 po dlouhé nemoci na svém statku Miklauzhof.